# Zbigniew Powęska
 Zbigniew Powęska  (ur. 1965, zm. 5 października 2024) – generał brygady Wojska Polskiego, były: Szef sztabu – Zastępca Komendanta Głównego Żandarmerii Wojskowej, Szef Sztabu - Zastępca Szefa Inspektoratu Wsparcia Sił Zbrojnych,  Szef Zarządu Logistyki – P4 Sztabu Generalnego WP, 29 stycznia 2021 r. zakończył zawodową służbę wojskową i przeszedł do rezerwy.

## Życiorys
Zbigniew Powęska urodził się w 1965. Ukończył w 1980 Szkołę Podstawową w Zarzeczu koło Niska. Absolwent Liceum Zawodowego w Stalowej Woli (1984). W 1984 podjął studia jako podchorąży w Wyższej Szkole Oficerskiej Wojsk Zmechanizowanych we Wrocławiu. W 1988 promowany na podporucznika. Służbę zawodową rozpoczął na stanowisku dowódcy plutonu zmechanizowanego w 1 pułku zmechanizowanym w Wesołej z 1 Dywizji Zmechanizowanej, następnie był dowódcą kompanii, szefem sztabu i dowódcą batalionu w tym pułku do roku 1994. 
W latach 1995–1997 studiował w Akademii Obrony Narodowej po ukończeniu której został skierowany do 1 Brygady Pancernej, gdzie objął funkcję szefa sekcji S-3, zastępcy szefa sztabu, następnie powierzono mu stanowisko szefa szkolenia – zastępcy dowódcy 1 BP. W 1998 został skierowany do służby w Komendzie Głównej Żandarmerii Wojskowej na stanowiska specjalisty, starszego specjalisty i szefa wydziału dowodzenia. W 2002 ukończył studia podyplomowe z zakresu mobilizacji i pokojowego uzupełnienia wojsk. W 2004 był wyznaczony na stanowisko szefa sztabu Mazowieckiego Oddziału Żandarmerii Wojskowej w Warszawie. W latach 2005–2007 pełnił służbę jako dowódca Oddziału Specjalnego Żandarmerii Wojskowej w Mińsku Mazowieckim. 6 sierpnia 2007 został szefem sztabu – zastępcą Komendanta Głównego Żandarmerii Wojskowej.
W 2013 ukończył Wyższe Studium Polityki Obronnej w Akademii Obrony Narodowej oraz w 2014 kurs z zakresu kierowania Terenowymi Organami Administracji Wojskowej szczebla Wojewódzkiego Sztabu Wojskowego w Akademii Obrony Narodowej. Od 1 kwietnia 2015 do 8 kwietnia 2016 pełnił obowiązki dyrektora Centrum Normalizacji, Jakości i Kodyfikacji. Na mocy decyzji Ministra Obrony Narodowej, 9 kwietnia 2016 został wyznaczony na stanowisko zastępcy szefa – szefa sztabu Inspektoratu Wsparcia Sił Zbrojnych. 2 maja 2019, w Dzień Flagi Rzeczypospolitej Polskiej, był awansowany na stopień generała brygady przez prezydenta Rzeczypospolitej Polskiej Andrzeja Dudę. 15 lipca 2019 minister obrony narodowej Mariusz Błaszczak wręczył mu nominację na stanowisko szefa Zarządu Logistyki – P4 Sztabu Generalnego WP. 29 stycznia 2021 w związku z zakończeniem zawodowej służby wojskowej został pożegnany przez szefa Sztabu Generalnego WP  generała Rajmunda Andrzejczaka.
Zmarł 5 października 2024.

## Awanse
- podporucznik – 1988[1]

(...)
- generał brygady – 2019[7]

## Ordery, odznaczenia i wyróżnienia[4]
- Srebrny Krzyż Zasługi – 2001
- Wojskowy Krzyż Zasługi – 2010
- Srebrny Medal za Długoletnią Służbę – 2010
- Złoty Medal „Za zasługi dla obronności kraju” – 2009
- Złoty Medal „Siły Zbrojne w Służbie Ojczyzny” – 2015
- Odznaka Skoczka Spadochronowego Wojsk Powietrznodesantowych – 1987
- Odznaka pamiątkowa Oddziału Specjalnego Żandarmerii Wojskowej w Mińsku Mazowieckim – 2005 ex officio
- tytuł „Honorowy Podhalańczyk”  – 2019[13]
- Szabla Honorowa Wojska Polskiego  – 2021

i inne.